# Villa Argüello
Villa Argüello es una localidad argentina ubicada en el sudoeste del partido de Berisso, lindante con la Ciudad de La Plata, en la provincia de Buenos Aires.
Cuenta con jardín de infantes, escuela, comisaría, una plaza y un templo católico.